# San Vicente del Valle
San Vicente del Valle ist ein Ort und eine Gemeinde (municipio) mit 28 Einwohnern (Stand: 2024) im Osten der spanischen Provinz Burgos in der Autonomen Gemeinschaft Kastilien-León. Die Gemeinde gehört zur bevölkerungsarmen Region der Serranía Celtibérica. Zur Gemeinde gehört neben dem Hauptort San Vicente del Valle auch die Ortschaft San Clemente del Valle.

## Lage und Klima
Der Ort San Vicente del Valle liegt am Río Tirón am Fuß der Montes de Ayago etwa 50 km (Fahrtstrecke) östlich von Burgos in einer Höhe von ca. 955 m. Das Klima ist gemäßigt bis warm; Regen (ca. 885 mm/Jahr) fällt hauptsächlich im Winterhalbjahr.

## Bevölkerungsentwicklung
| Jahr      | 1970 | 1981 | 1991 | 2001 | 2011 | 2021 |
| Einwohner | 126  | 65   | 33   | 34   | 40   | 27   |

## Sehenswürdigkeiten

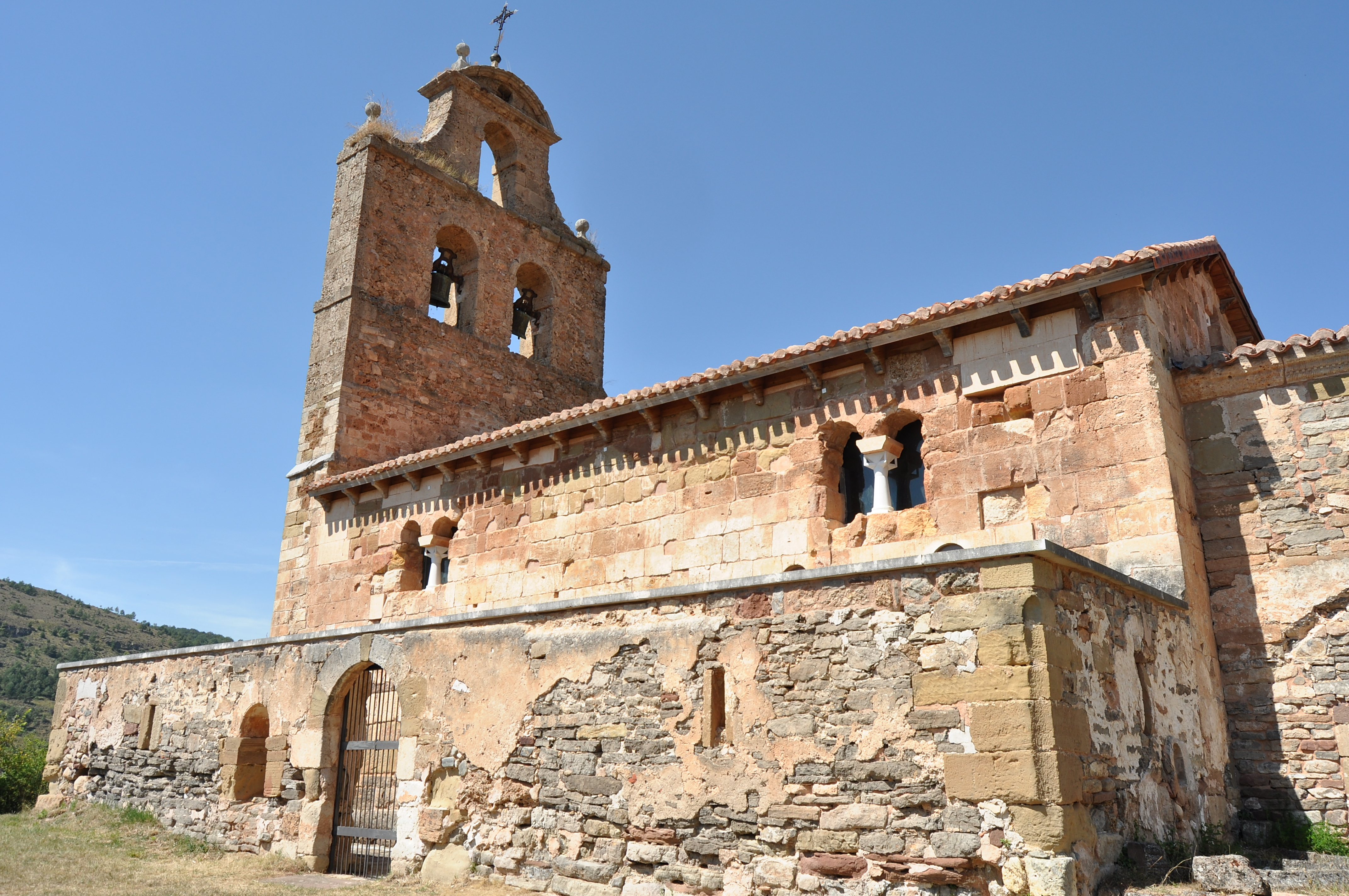
Kirche
- Einsiedelei Mariä Himmelfahrt (Iglesia de Nuestra Señora de la Asunción)
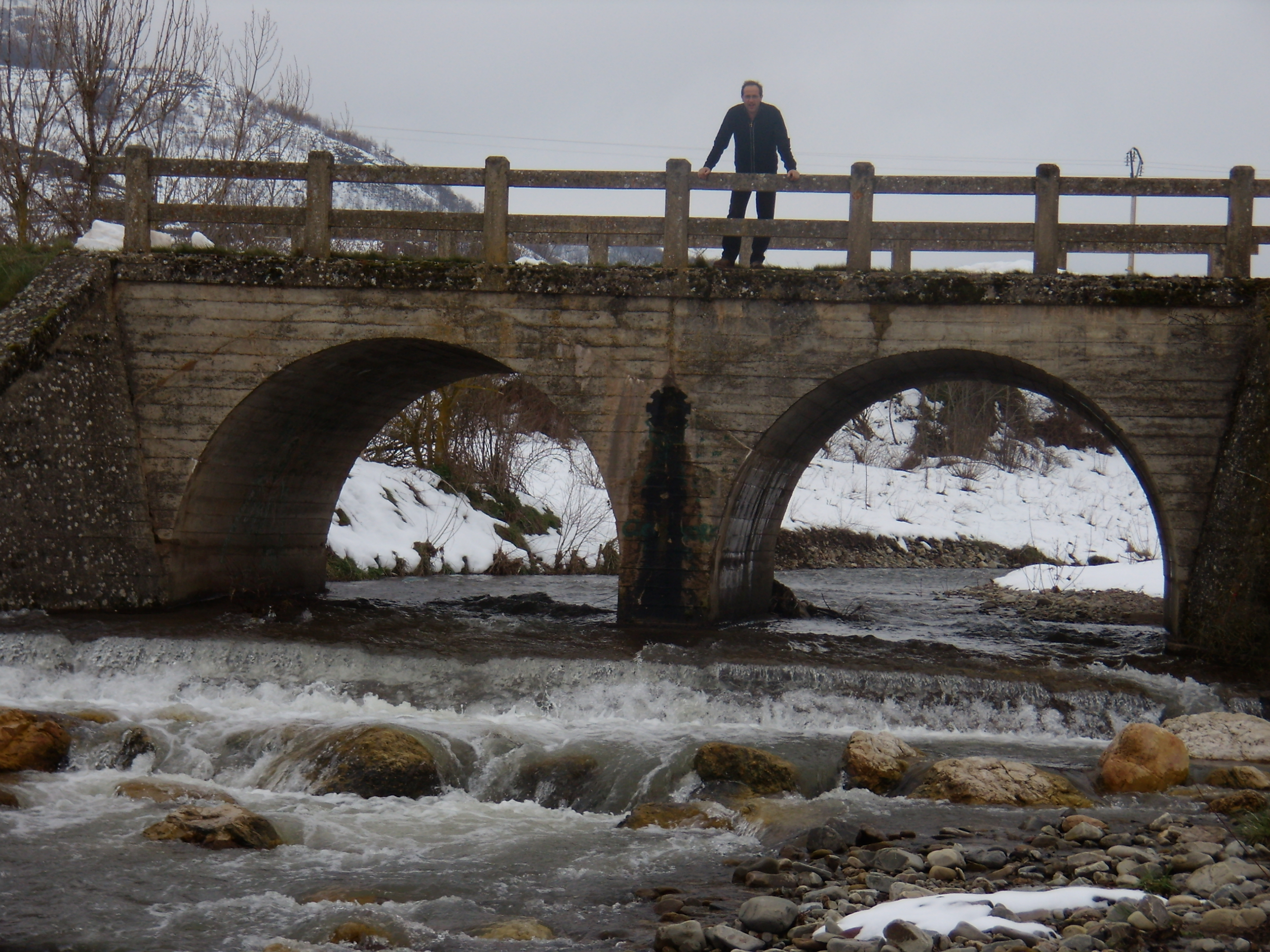
Brücke über den Tirón

- Kirche
- Brücke über den Tirón